# Charles de Lambert (general)
Grof Charles de Lambert (rusko Карл Осипович де Ламберт), francoski general, * 15. junij 1773, † 30. maj 1843.
Bil je eden izmed pomembnejših generalov, ki so se borili med Napoleonovo invazijo na Rusijo; posledično je bil njegov portret dodan v Vojaško galerijo Zimskega dvorca.

## Življenje
Rodil se je v Franciji, kjer je bil njegov oče generalmajor, član vojaškega sveta ter inšpektor konjeniških divizij. Njegov starejši brat, Moritz de Lambert, je že pred njim vstopil v rusko službo; padel je kot polkovnik leta 1792. 
Katarina II., ki je hotela počastiti spomin Moritza, je predlagala očetu (ki je z družino emigiriral iz Francije), da Charles vstopi v rusko vojsko. 
Tako je leta 1793 kot drugi major vstopil v Kinburski dragonski polk, s katerim se je udeležil bojev na Poljskem; za zasluge je bil povišan v prvega majorja in podpolkovnika.
Leta 1796 se je kot poveljnik kozaškega polka udeležil perzijske ekspedicije; ob vrnitvi je bil premeščen v Starodubovski kirasirski polk. Leta 1798 je bil povišan v polkovnika, a je bil istega leta zaradi bolezni odpuščen. 
Naslednje leto je ponovno vstopil v vojaško službo in se udeležil italijansko-švicarske kampanje; za zasluge je bil povišan v generalmajorja in imenovan za šefa Rjazanskega kirasirskega polka. Ker je bil leta 1800 polk razpuščen, je bil tudi on upokojen. 
Dva tedna po ustoličenju carja Aleksandra I. je bil ponovno aktiviran; leta 1802 je postal poveljnik Elisavetgradskega huzarskega polka in naslednje leto šef Aleksandrinskega huzarskega polka. Udeležil se je bojev proti Francozom v letih 1806-07.
30. avgusta 1811 je bil povišan v generaladjutanta in imenovan za poveljnika 5. konjeniške divizije. Po koncu patriotske vojne je leta 1816 postal poveljnika 5. rezervnega konjeniškega korpusa in leta 1823 povišan v generala konjenice.
Leta 1826 je postal senator.

## Družina
Imel je štiri otroke:
- Aleksander de Lambert (1808-34);
- Joseph de Lambert (1809-79; general konjenice);
- Karl Karlovič Lambert (1815-65; generalporočnik in državni svetnik) in
- Marija Katarina de Lambert (1820-38).